# Lloyd Blankfein
Lloyd Craig Blankfein (New York City, 20 settembre 1954) è un banchiere statunitense, sino al 2019 senior chairman di Goldman Sachs e dal 2006 sino alla fine del 2018 presidente e CEO della stessa banca. In precedenza è stato dal 2004 al 2006 COO sempre di Goldman Sachs sotto la guida di Henry Paulson.

## Biografia
Lloyd Craig Blankfein è nato nel Bronx, sobborgo di New York City, nel 1954 da una famiglia ebrea a basso reddito. Suo padre, Seymour Blankfein, era un impiegato presso la filiale del servizio postale degli Stati Uniti nel distretto di Manhattan di New York City e sua madre era una receptionist.  È cresciuto nelle Linden Houses, un progetto di edilizia abitativa nella sezione East New York di Brooklyn. Ha ricevuto l'istruzione primaria e secondaria nelle scuole pubbliche di New York City, diplomandosi alla Thomas Jefferson High School nel 1971.  Ha continuato a frequentare l'Harvard College dove ha vissuto a Winthrop House e si è laureato in storia nel 1975. Ha quindi frequentato la Harvard Law School dove si è laureato in giurisprudenza nel 1978.
Dopo la laurea, ha lavorato prima per gli studi legali Proskauer Rose e poi per Donovan, Leisure, Newton & Irvine. Nel 1982, è entrato a far parte della società di commercio di materie prime J. Aron & Co. come venditore di metalli preziosi nel suo ufficio di Londra, dopo che J. Aron era stata acquisita dalla banca di investimento Goldman Sachs.

## Goldman Sachs

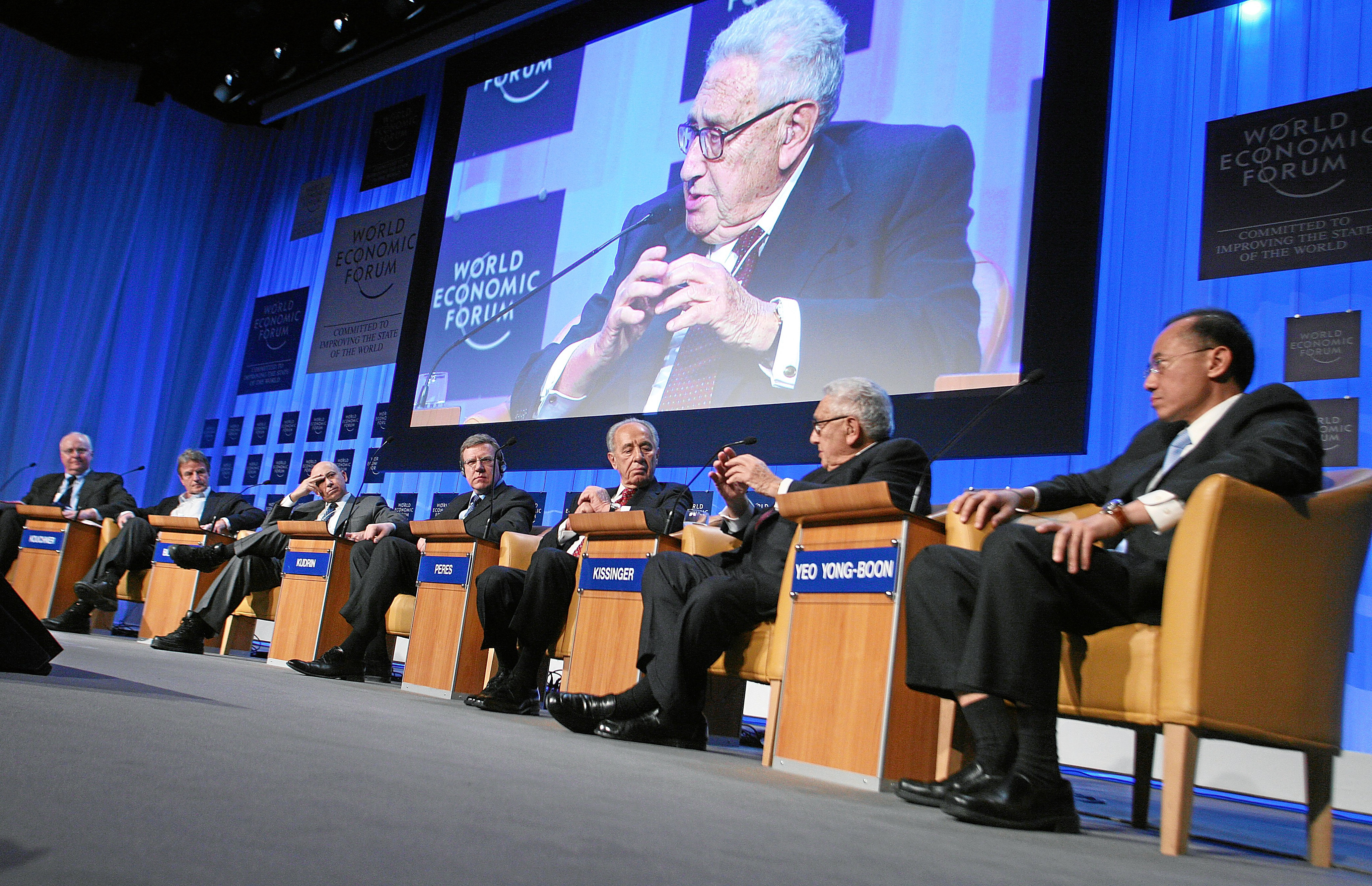
Blankfein, il presidente israeliano Shimon Peres ed Henry Kissinger all'incontro annuale del Forum economico mondiale a Davos, gennaio 2008

Quando l'allora presidente Stephen Friedman nominò Henry Paulson come suo successore al vertice di Goldman Sachs, Blankfein fu presto incaricato della gestione (o co-gestione) delle divisioni valutarie e merci della società dal 1994 al 1997. Dopo che Paulson ebbe consolidato il controllo di Goldman, identificò Blankfein come il suo erede apparente, nonostante Blankfein non occupasse posti alti nella gerarchia aziendale. Nel 2004, Blankfein fu promosso presidente e direttore operativo, incarichi che ha ricoperto fino a giugno 2006. In qualità di presidente, ha supervisionato il boom delle materie prime degli anni 2000 e ha posizionato Goldman per sfruttare l'aumento dei prezzi delle materie prime. Il 30 maggio 2006, il presidente degli Stati Uniti George W. Bush ha nominato Paulson come 74° Segretario del Tesoro degli Stati Uniti, il che ha spinto Paulson a stabilire un piano di successione. Poco dopo aver prestato giuramento, a Blankfein è stato chiesto di ricoprire il ruolo di presidente e amministratore delegato nel luglio 2006. 

### Crisi finanziaria del 2007-2008
Durante la crisi finanziaria del 2007-2008, molte istituzioni finanziarie che avevano rapporti con mutui subprime hanno ricevuto un alto livello di attenzione da parte del pubblico. Goldman Sachs è stato un market maker che si occupava di prodotti finanziari che detenevano mutui subprime. Alla fine del 2008, la crisi ha portato la Federal Reserve ad abbassare i tassi di interesse e il Tesoro statunitense ad aumentare la spesa pubblica nelle banche private. Nel 2009 Blankfein è stato nominato "Persona dell'anno" dal Financial Times. Nella citazione si afferma che "la sua banca è rimasta fedele ai suoi punti di forza, ha [approfittato] spudoratamente dei bassi tassi di interesse e ha ridotto la concorrenza derivante dalla crisi per realizzare grandi profitti commerciali". 
Il 13 gennaio 2010, Blankfein ha testimoniato volontariamente davanti alla Commissione d'inchiesta sulla crisi finanziaria di considerare il ruolo di Goldman Sachs principalmente come market maker e non come creatore del prodotto (cioè, titoli legati ai mutui subprime). Blankfein ha testimoniato ancora una volta davanti al Congresso nell'aprile 2010 in un'audizione della sottocommissione permanente per le indagini del Senato. Ha affermato che Goldman Sachs non aveva alcun obbligo morale o legale di informare i propri clienti che stavano scommettendo contro i prodotti che la banca stava loro vendendo perché non agiva in un ruolo fiduciario.  Il senatore Carl Levin ha accusato Blankfein di aver ingannato il Congresso; tuttavia, nessuna accusa di falsa testimonianza è stata intentata contro di lui. Tuttavia, per precauzione Blankfein assunse Reid Weingarten, un avvocato difensore di alto profilo che rappresentava l'ex CEO di WorldCom, Bernard Ebbers, e l'ex contabile della Enron Richard Causey. Nel novembre 2011 è stato inserito al 43º posto nella lista delle persone più potenti del mondo della rivista Forbes.

## Vita privata
Blankfein è sposato con Laura Jacobs, avvocato e figlia di Norman S. Jacobs, caporedattore delle pubblicazioni della Foreign Policy Association.  La coppia ha due figli, Alexander e Jonathan, e una figlia, Rachel.
Il 22 settembre 2015 a Blankfein è stata diagnosticata una forma di linfoma. Ha ricevuto più cicli di trattamento di chemioterapia e nell'ottobre 2016 era in remissione.